# Yerkebulan Shynaliyev
Yerkebulan Shynaliyev (en kazajo: Еркебұлан Шыналиев; Karabastau, URSS, 7 de octubre de 1987) es un deportista kazajo que compitió en boxeo.
Participó en los Juegos Olímpicos de Pekín 2008, obteniendo una medalla de bronce en el peso semipesado. Ganó una medalla de bronce en el Campeonato Mundial de Boxeo Aficionado de 2007, en el mismo peso.

## Palmarés internacional
| Juegos Olímpicos   | Juegos Olímpicos         | Juegos Olímpicos  | Juegos Olímpicos |
| Año                | Lugar                    | Medalla           | Categoría        |
| ------------------ | ------------------------ | ----------------- | ---------------- |
| 2008               | Pekín (China)            | Medalla de bronce | 81 kg            |
| Campeonato Mundial |                          |                   |                  |
| Año                | Lugar                    | Medalla           | Categoría        |
| 2007               | Chicago (Estados Unidos) | Medalla de bronce | 81 kg            |